# 米田春香
米田 春香（よねだ はるか）は、日本の映像作家、アニメーター。
主に、NHKの音楽番組「みんなのうた」などのアニメーションを制作している。

## 作成作品一覧

### みんなのうた
- ◆は、5分間1曲枠の楽曲（ロングのうた）。
- いつか見る虹 ～"モルダウ"から～ / イルカ（2008年6月・7月放送）◆